# Smörsyra
Smörsyra (n-butansyra, CH3CH2CH2COOH) är en karboxylsyra som vid rumstemperatur är en trögflytande vätska med en extremt obehaglig lukt. Smörsyra bildas bland annat då smör härsknar. I smör finns smörsyra i form av estrar som frigörs när smöret härsknar. Lukten är tillräckligt stark för att en människa ska kunna upptäcka den om koncentrationen i luften är större än 10 ppm; hundar kan upptäcka en tusendel av denna koncentration. Smörsyra tillverkas genom jäsning av socker eller stärkelse.
Smörsyrans salter och estrar kallas butyrater eller butanoater. Smörsyra används vid framställning av smörsyreestrar som metylbutyrat (ananassmak) och etylbutanoat (persikosmak). Många smörsyreestrar luktar eller smakar gott och används därför inom parfymindustrin och som aromämnen. Kalciumsaltet av smörsyra kalciumbutyrat är mer lösligt i kallt än varmt vatten.

## Framställning
Smörsyra produceras när smörsyrabakterier, till exempel den icke-patogena Clostridium tyrobutyricum, får inverka på socker. Som biprodukter produceras koldioxid och vätgas.
{\displaystyle {\rm {C_{6}H_{12}O_{6}\rightarrow C_{4}H_{8}O_{2}+2\ CO_{2}+2\ H_{2}}}}
Smörsyra kan också produceras genom oxidation av butanol.